# Каклыльвэттылькикэ
Каклыльвэттылькикэ (устар. Каглый-Мэттыль-Кыке) — река в России, протекает по территории Ямало-Ненецкого АО. Устье реки находится в 57 км по правому берегу реки Лимпыпитылькы. Длина реки составляет 17 км.

## Данные водного реестра
По данным государственного водного реестра России относится к Нижнеобскому бассейновому округу, водохозяйственный участок реки — Таз. Речной бассейн реки — Таз.
Код объекта в государственном водном реестре — 15050000112115300069107.